# Аква Клавдия
Аква Клавдия (на латински: Aqua Claudia) e акведукт в Древен Рим.
Започва от долината на река Анио при Марано Екво в Лацио. Дълъг е 69 км и висок 67 м в Рим. Аква Клавдия преминава в повечето случаи под земята. След филтруването до 7-ия милиарен камък на Виа Латина, преминава последните 13 км по надземна конструкция до града. Носи по 191 190 м3 вода на ден.
Строежът му започва от 38 г., както и на Анио Новус, по времето на император Калигула и завършва по времето на император Клавдий през 52 г. На 1 август двата водни канала са едновременно открити. Строежът им е струвал 350 000 000 сестерции.
След десет години е спрян за период от девет години и през 71 г. отново пуснат от император Веспасиан, след десет години император Тит го поправя отново.
Император Нерон построява Arcus Neroniani (също Arcus Caelimontani), разклонение от Аква Клавдия, и снабдява с вода всичките 14 района на града. Нерон ползва тази вода за къщата си Domus Aurea и градините си.